# Четка за коса
Четката за коса е инструмент за лична хигиена и служи за разресване на косата. Те са използвани още от дълбока древност, макар да са били доста примитивни. За разресване на косата са се ползвали кости или черупки. В Средновековието ресането на косата в много райони се е считало привилегия за богатите.
Четката за коса обикновено се използва при хора с дълга коса, или поне средна на дължина, докато при късата коса се използва гребен. Изборът зависи и от гъстотата на косата. Състои се от дръжка и разширена част, на която са закрепени зъбци. Четките се изработват от най-различни материали, но най-евтините и най-популярните са от пластмаса. В същото време се срещат и дървени или изработени от рог. Зъбците на четките са направени от метал или пластмаса, в редки случаи от четина. Те трябва да са тъпи и меки, за да не наранят кожата на главата.
Четките за коса трябва да се почистват от косата и измиват редовно. В днешно време има и сгъваеми четки за коси, предназначени предимно за пътуване. Размерът им е около 20-25 сантиметра, а големината на зъбците около 1,5-2 сантиметра. Четки за коса се продават в парфюмерийни, фармацевтични и фризьорски магазини.
Съществуват специални четки за котки и кучета.